# Olympische Sommerspiele 1996/Teilnehmer (Nicaragua)
| Gelbes Symbol für Goldmedaillen mit stilisierten Olympischen Ringen | Graues Symbol für Silbermedaillen mit stilisierten Olympischen Ringen | Braundes Symbol für Bronzemedaillen mit stilisierten Olympischen Ringen |
| ------------------------------------------------------------------- | --------------------------------------------------------------------- | ----------------------------------------------------------------------- |
| —                                                                   | —                                                                     | —                                                                       |

Nicaragua nahm an den Olympischen Sommerspielen 1996 in Atlanta, USA, mit einer Delegation von 26 Sportlern (25 Männer und eine Frau) teil.

## Teilnehmer nach Sportarten

### Baseball
- Herrenteam
4. Platz

- Kader
Bayardo Davila
Martín Aleman
Norman Cardozo
Oswaldo Mairena
Nemesio Porras
José Luis Quiroz
Carlos Alberto Berrios
Sandy Moreno
Omar Obando
José Ramon Padilla
Fredy Zamora
Julio César Osejo
Eduardo Bojorge
Asdrudes Flores
Aníbal Vega
Erasmo Baca
Luis Daniel Miranda
Fredy Corea
Jorge Luis Avellan
Henry Roa

### Judo
- Richard Dixon
Halbmittelgewicht: 13. Platz

- Arnulfo Betancourt
Schwergewicht: 13. Platz

### Leichtathletik
- William Aguirre
Marathon: 99. Platz

- Marta Portoblanco
Frauen, 5000 Meter: Vorläufe

### Schießen
- Walter Martínez
Luftgewehr: 44. Platz

### Schwimmen
- Walter Soza
200 Meter Schmetterling: 36. Platz
200 Meter Lagen: 20. Platz
400 Meter Lagen: 22. Platz